# Llano de la Unión
Llano de la Unión är en ort i Mexiko, tillhörande kommunen Ixtapan de la Sal i delstaten Mexiko. Orten hade 417 invånare vid folkräkningen 2010.